# 大众途安
大众途安（Volkswagen Touran）是大众公司基于第五代高尔夫开发的紧凑型多功能休旅车（MPV），与高尔夫及奥迪A3同属PQ35平台。在欧洲及其他一些市场上销售。在中国大陆市场，途安由德國上海大众公司生产销售，于2004年11月23日同款車型正式上市。德國褔斯於2011年大改款換代車型正式上市 ， 2016年3月，换代车型途安L正式上市，售价为15.58-23.08万元。
大众途安是大众公司于2003年开发的，填补了大众产品线大型MPV夏朗（Sharan）之后的空缺。途安有2座（仅少数地区），5座及7座的不同版本。途安常被视做是大众高尔夫第7代的升级版本，它们有类似大小的前脸，但途安比高尔夫第7代要长20厘米（也因此途安有七座版本，而高尔夫第7代是五座）。在某些地区比如日本，途安也被称作“高尔夫途安”（Golf Touran）。
“途安”（Touran）这个名字来自于波斯语单词“Turan”，指的是中亚的一个地区，靠近伊朗。

## 第一代（2003年-2010年）第二代（2011年-2015年）

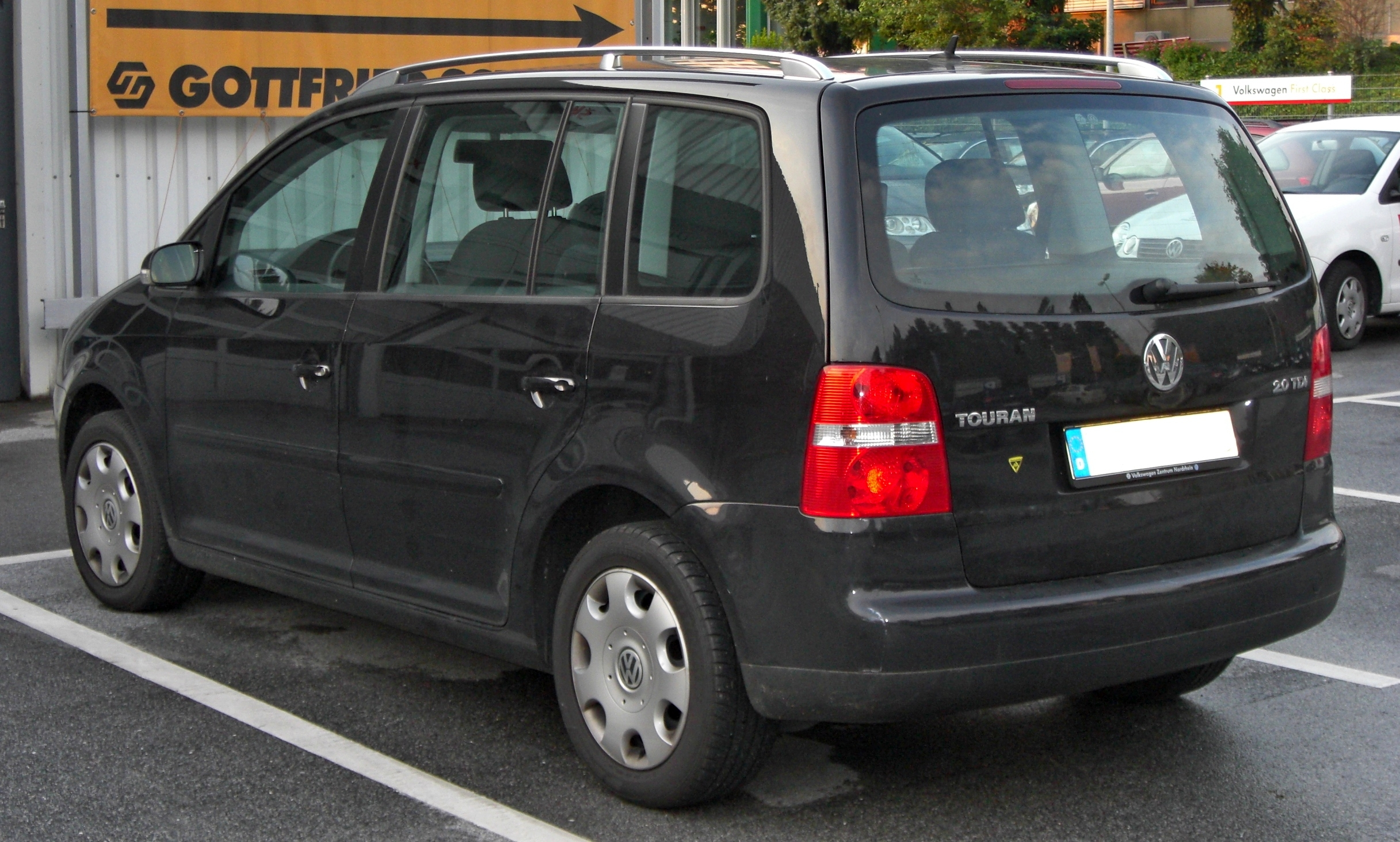
車尾

## 第三代（2015年至今）

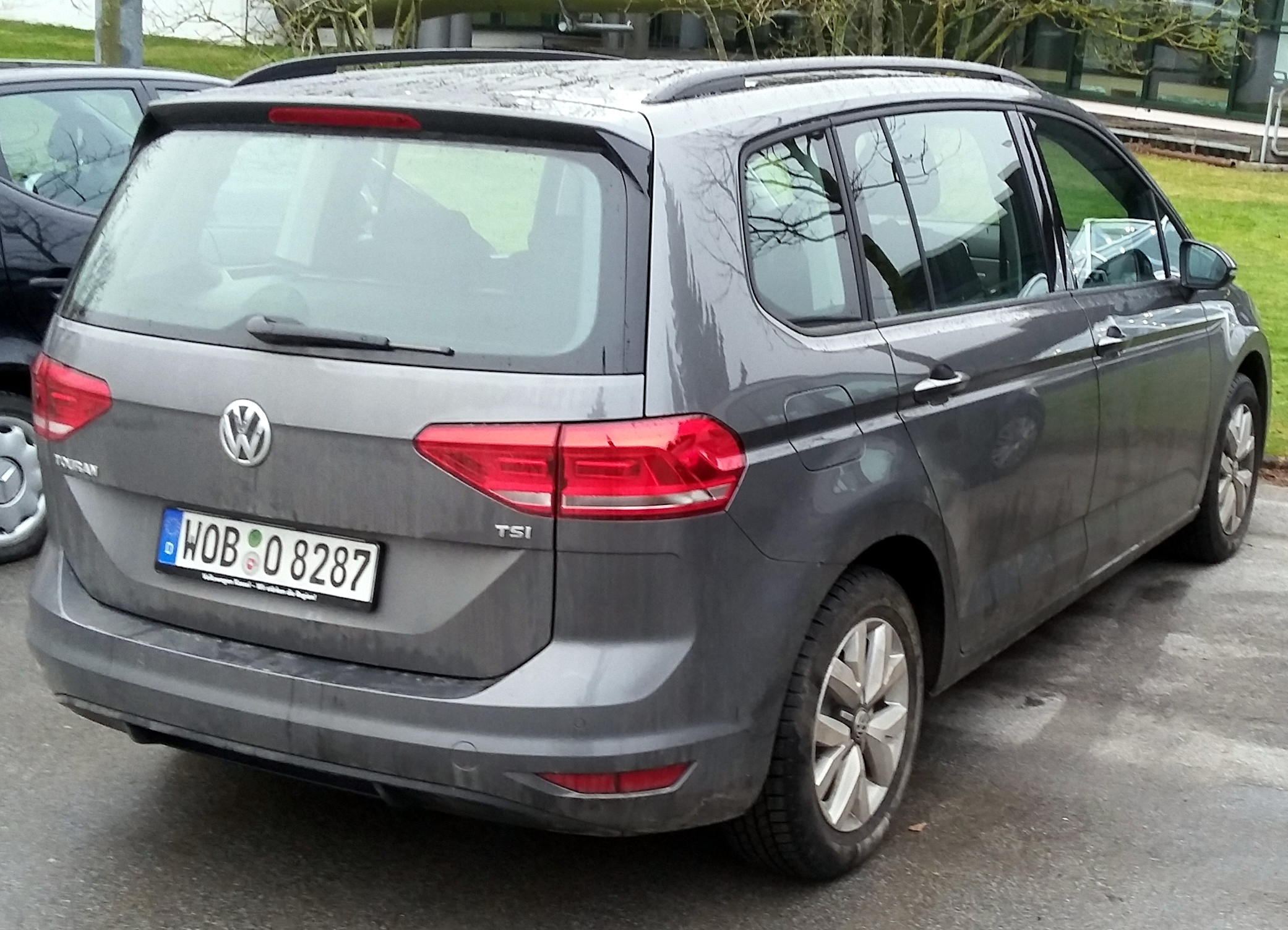
車尾

## 引擎
途安有汽油，柴油和天然气驱动引擎多个版本。

## 商用版

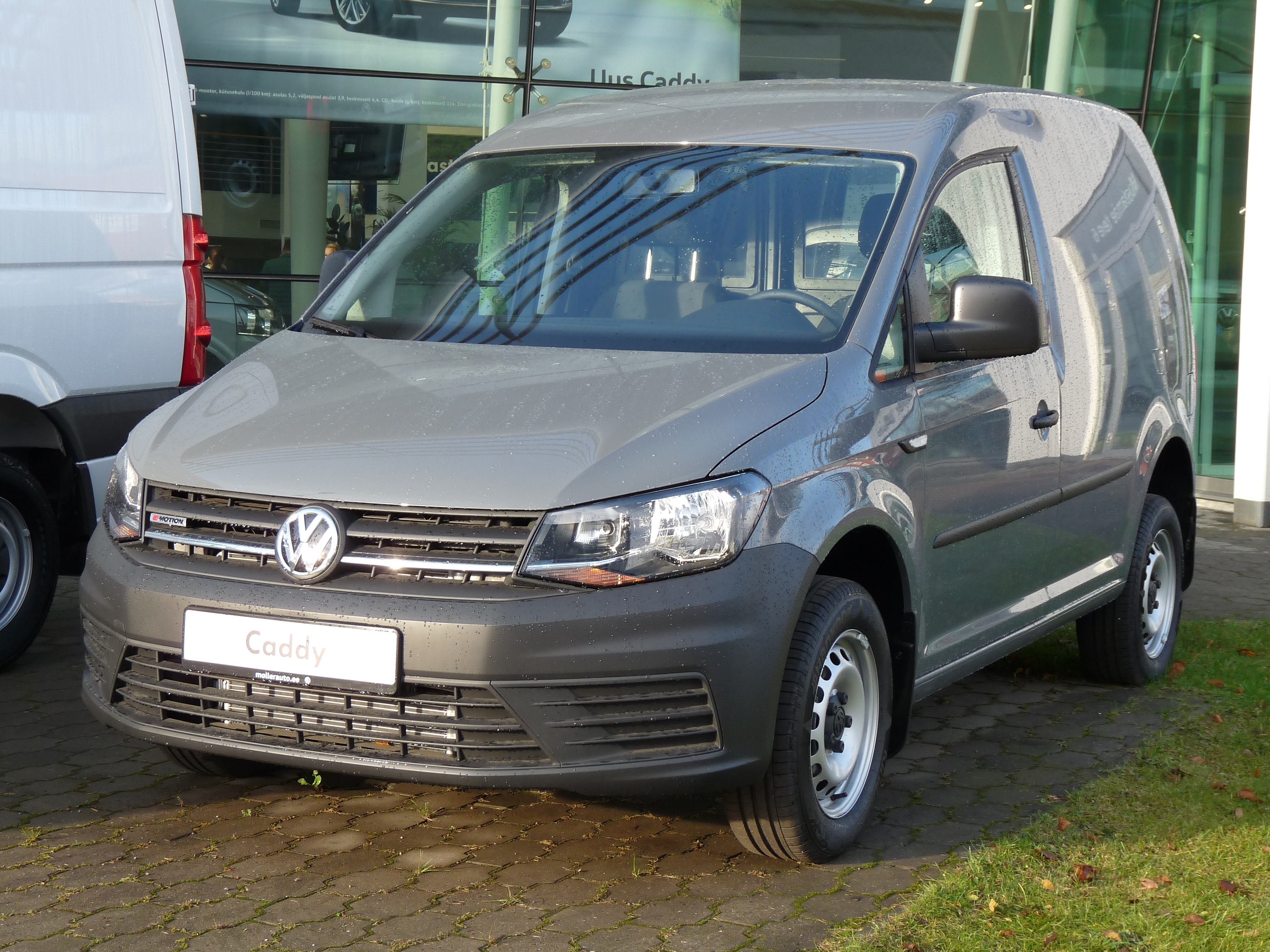
大众开迪

途安的平台也被用于大众开发的下一代商用车——开迪（Caddy）上。

## 可靠性
2013年11月14日，国家质量监督检验检疫总局发布公告，由于变速器存在安全隐患，从当年11月25日起对于上海大众汽车有限公司2009年10月27日至2013年6月22日生产的部分途安1.4T车型实行召回。